# Питийски игри
Питийските игри, или Питии, са общоелински игри, организирани в Античността в светилището на Аполон в Делфи.
За пръв път се провеждат през 582 г. пр.н.е., малко след първата свещена война през 585 г. пр.н.е. По произход са музически и се уреждат в чест на Аполон. Когато Амфиктионията започва да организира игрите, се прибавят и спортните състезания, също и в светилището в Олимпия. Своеобразието на Питийските игри се определя от това, че в тях имат значителен дял музикално-поетическите състезания, чиято традиция в Делфи е много стара. Един анекдот разказва, че Омир и Хезиод искали да вземат участие в състезанието, но и двамата не били допуснати, защото първият бил сляп и не можел да свири на китара, а вторият, въпреки че бил такъв добър поет, не бил толкова добър китарист. Смята се, че богът на изкуствата Аполон проявявал не по-малък интерес към музикалните произведения, отколкото към атлетическите състезания.
Питийските игри се устройват на всеки 4 години. Малко преди започването им, делфийците изпращат пратеници – теори (или теари), по гръцкия свят, за да оповестят официално предстоящото откриване на Питиите. По време на ритуалната си мисия теорите са посрещани и настанявани във всеки главен град от специални служебни лица, натоварени с това да ги улеснят в задачите им, които наричали теородоки. Списъкът на тези теородоки е бил изписван на няколко пъти в светилището и от него са запазени един фрагмент от края на V в. пр. Хр., един доста голям текст от края на III в. пр. Хр. и други фрагменти от средата на II в. пр. Хр.
Както в Олимпия, наградата за всяко състезание е обикновен венец от листа. Той е изплетен от лавър (дафиново дърво), любимото дърво на Аполон, отрязан при специални условия според религиозните предписания: едно дете с живи родители трябвало да отиде да откъсне лавровите клонки в долината на Темпе в Тесалия. Авторитетът на Аполон и славата на неговото прорицалище повишават още повече интереса към игрите, и в Делфи се събират тълпи, също тъй многобройни като тълпите, които се стичат в Олимпия.
Днес Делфийските игри са възобновени и се провеждат в различни страни, както и съвременните Олимпийски игри.